# Hamburg European Open 2021
Hamburg European Open 2021 byl společný tenisový turnaj mužského okruhu ATP Tour a ženského okruhu WTA Tour, který se odehrával na antukových dvorcích areálu Am Rothenbaum. Mužská část probíhala mezi 12. až 18. červencem 2021. Ženská polovina mu o týden předcházela. Obnovena byla po devatenácti letech, když se naposledy předtím uskutečnila pod názvem Betty Barclay Cup 2002. Událost se konala v německém Hamburku jako stý patnáctý ročník mužského a devatenáctý ročník ženského turnaje.
Mužský turnaj s rozpočtem 1 168 220 eur se řadil do kategorie ATP Tour 500. Ženská událost dotovaná částkou 189 708 eur patřila do kategorie WTA 250. Nejvýše nasazenými se stali čtvrtý muž klasifikace Stefanos Tsitsipas z Řecka a mezi ženami třicátá osmá tenistka světa Dajana Jastremská z Ukrajiny, která se na okruh vrátila po půlročním dopingovém zákazu. Jako poslední přímí účastníci do singlových soutěží nastoupili 95. hráč žebříčku, Francouz Lucas Pouille, a mezi ženami 145. tenistka klasifikace, Polka Magdalena Fręchová.
Šestou trofej z dvouhry okruhu ATP Tour si odvezl 30letý Španěl Pablo Carreño Busta, jenž poprvé triumfoval v kategorii ATP Tour 500. Premiérový singlový titul na okruhu WTA Tour vybojovala 23letá Rumunka Elena-Gabriela Ruseová. V probíhající sezóně se stala třetí šampionkou z pozice kvalifikantky. Mužskou čtyřhru ovládl německo-novozélandský pár Tim Pütz a Michael Venus, jehož členové získali první společný titul. Ženský debl vyhrála italsko-švýcarská dvojice Jasmine Paoliniová a Jil Teichmannová.

## Rozdělení bodů a finančních odměn

### Rozdělení bodů
| Soutěž       | vítězové | finalisté | semifinalisté | čtvrtfinalisté | 16 v kole | 32 v kole | Q  | Q2 | Q1 |
| ------------ | -------- | --------- | ------------- | -------------- | --------- | --------- | -- | -- | -- |
| dvouhra mužů | 500      | 300       | 180           | 90             | 45        | 0         | 20 | 10 | 0  |
| čtyřhra mužů | 500      | 300       | 180           | 90             | 0         | —         | —  | —  | —  |
| dvouhra žen  | 280      | 180       | 110           | 60             | 30        | 1         | 18 | 12 | 1  |
| čtyřhra žen  | 280      | 180       | 110           | 60             | 1         | —         | —  | —  | —  |

### Finanční odměny
| Soutěž                                | vítězové | finalisté | semifinalisté | čtvrtfinalisté | 16 v kole | 32 v kole | Q2      | Q1      |
| ------------------------------------- | -------- | --------- | ------------- | -------------- | --------- | --------- | ------- | ------- |
| dvouhra mužů                          | 96 035 € | 71 000 €  | 50 600 €      | 34 500 €       | 21 730 €  | 12 650 €  | 5 850 € | 3 100 € |
| dvouhra žen                           | 23 548 € | 13 224 €  | 8 144 €       | 4 677 €        | 3 556 €   | 2 758 €   | 1 863 € | 1 370 € |
| čtyřhra mužů                          | 33 180 € | 24 970 €  | 17 960 €      | 11 820 €       | 7 450 €   | —         | —       | —       |
| čtyřhra žen                           | 10 300 € | 6 000 €   | 3 800 €       | 2 300 €        | 1 750 €   | —         | —       | —       |
| částka ve čtyřhrách je uvedena na pár |          |           |               |                |           |           |         |         |

## Dvouhra mužů

### Nasazení
| Stát                           | Hráč                 | ATP | Nasazení |
| ------------------------------ | -------------------- | --- | -------- |
| Řecko                          | Stefanos Tsitsipas   | 4   | 1        |
| Španělsko                      | Pablo Carreño Busta  | 13  | 2        |
| Gruzie                         | Nikoloz Basilašvili  | 28  | 3        |
| Španělsko                      | Albert Ramos-Viñolas | 39  | 4        |
| Srbsko                         | Dušan Lajović        | 42  | 5.       |
| Srbsko                         | Filip Krajinović     | 44  | 6        |
| Německo                        | Jan-Lennard Struff   | 45. | 7        |
| Francie                        | Benoît Paire         | 46  | 8        |
| Žebříček ATP k 28. červnu 2021 |                      |     |          |

### Jiné formy účasti
Následující hráči obdrželi divokou kartu do hlavní soutěže:
- Daniel Altmaier
- Philipp Kohlschreiber
- Nicola Kuhn
- Stefanos Tsitsipas

Následující hráči postoupili z kvalifikace:
- Maximilian Marterer
- Alex Molčan
- Thiago Seyboth Wild
- Carlos Taberner
- Juan Pablo Varillas
- Čang Č’-čen

Následující hráči postoupili z kvalifikace jako tzv. šťastní poražení:
- Sebastián Báez
- Sumit Nagal

### Odhlášení
před zahájením turnaje
- Pablo Andújar → nahradil jej  Sumit Nagal
- Félix Auger-Aliassime → nahradil jej  Lucas Pouille
- Aljaž Bedene → nahradil jej  Sebastián Báez
- Márton Fucsovics → nahradil jej  Gianluca Mager
- Aslan Karacev → nahradil jej  Corentin Moutet
- Lorenzo Sonego → nahradil jej  Ričardas Berankis

## Ženská dvouhra

### Nasazení
| Stát                           | Hráčka              | WTA | Nasazení |
| ------------------------------ | ------------------- | --- | -------- |
| Ukrajina                       | Dajana Jastremská   | 38. | 1.       |
| Kazachstán                     | Julia Putincevová   | 43. | 2.       |
| Slovinsko                      | Tamara Zidanšeková  | 47. | 3.       |
| USA                            | Danielle Collinsová | 48. | 4.       |
| Francie                        | Fiona Ferrová       | 51. | 5.       |
| Švýcarsko                      | Jil Teichmannová    | 55. | 6.       |
| USA                            | Bernarda Peraová.   | 74. | 7.       |
| Francie                        | Caroline Garciaová  | 76. | 8.       |
| Žebříček WTA k 28. červnu 2021 |                     |     |          |

### Jiné formy účasti
Následující hráčky obdržely divokou kartu do hlavní soutěže:
- Mona Barthelová
- Tamara Korpatschová
- Jule Niemeierová

Následující hráčky postoupily z kvalifikace:
- Marina Melnikovová
- Mandy Minellaová
- Elena-Gabriela Ruseová
- Anna Zajaová

Následující hráčka postoupila z kvalifikace jako tzv. šťastná poražená:
- Kristína Kučová

### Odhlášení
před zahájením turnaje
- Paula Badosová → nahradila ji  Kristýna Plíšková
- Sorana Cîrsteaová → nahradila ji  Irina Baraová
- Alizé Cornetová → nahradila ji  Kristína Kučová
- Varvara Gračovová → nahradila ji  Andrea Petkovicová
- Tereza Martincová → nahradila ji  Ana Konjuhová
- Laura Siegemundová → nahradila ji  Ysaline Bonaventureová
- Sara Sorribesová Tormová → nahradila ji  Astra Sharmaová
- Patricia Maria Țigová → nahradila ji  Magdalena Fręchová
- Čang Šuaj → nahradila ji  Anna-Lena Friedsamová

## Mužská čtyřhra

### Nasazení
| Stát                                                                                    | Hráč             | Stát        | Hráč          | ATP  | Nasazení |
| --------------------------------------------------------------------------------------- | ---------------- | ----------- | ------------- | ---- | -------- |
| Německo                                                                                 | Kevin Krawietz   | Rumunsko    | Horia Tecău   | 41.  | 1..      |
| Německo                                                                                 | Tim Pütz         | Nový Zéland | Michael Venus | 55.  | 2.       |
| Nizozemsko                                                                              | Matwé Middelkoop | Monako      | Hugo Nys      | 83.  | 3.       |
| Bosna a Hercegovina                                                                     | Tomislav Brkić   | Srbsko      | Nikola Ćaćić  | 102. | 4.       |
| Žebříček ATP k 28. červnu 2021; číslo je součtem žebříčkového postavení obou členů páru |                  |             |               |      |          |

### Jiné formy účasti
Následující páry obdržely divokou kartu do čtyřhry:
- Daniel Altmaier /  Rudolf Molleker
- Petros Tsitsipas /  Stefanos Tsitsipas

Následující pár nastoupil pod žebříčkovou ochranou:
- Ričardas Berankis /  Lu Jan-sun

Následující pár postoupil z kvalifikace:
- Alessandro Giannessi /  Carlos Taberner

Následující pár postoupil z kvalifikace jako tzv. šťastný poražený:
- Ruben Gonzales /  Hunter Johnson

### Odhlášení
před zahájením turnaje
- Luke Bambridge /  Dominic Inglot → nahradili je  Ruben Gonzales /  Hunter Johnson
- Simone Bolelli /  Máximo González → nahradili je  Ivan Sabanov /  Matej Sabanov
- Sander Gillé /  Joran Vliegen → nahradili je  Sander Gillé /  Divij Šaran
- Marcel Granollers /  Horacio Zeballos → nahradili je  James Cerretani /  Hans Hach Verdugo
- Oliver Marach /  Philipp Oswald → nahradili je  Sriram Baladži /  Luca Margaroli

v průběhu turnaje
- Filip Krajinović /  Dušan Lajović

### Skrečování
- Rohan Bopanna /  Pablo Cuevas

## Ženská čtyřhra

### Nasazení
| Stát                                                                        | Hráčka             | Stát   | Hráčka             | WTA  | Nasazení |
| --------------------------------------------------------------------------- | ------------------ | ------ | ------------------ | ---- | -------- |
| Bělorusko                                                                   | Lidzija Marozavová | Česko  | Renata Voráčová    | 189. | 1.       |
| Francie                                                                     | Elixane Lechemiová | USA    | Ingrid Neelová     | 203. | 2.       |
| Německo                                                                     | Vivian Heisenová   | Polsko | Alicja Rosolská    | 207. | 3.       |
| Japonsko                                                                    | Miju Katová        | Polsko | Katarzyna Piterová | 211. | 4.       |
| Žebříček WTA k 28. červnu 2021; číslo je součtem umístění obou členek páru. |                    |        |                    |      |          |

### Jiné formy účasti
Následující pár obdržel divokou kartu do čtyřhry:
- Eva Lysová /  Noma Noha Akugueová

## Přehled finále

### Mužská dvouhra
- Pablo Carreño Busta vs.  Filip Krajinović, 6–2, 6–4

### Ženská dvouhra
- Elena-Gabriela Ruseová vs.  Andrea Petkovicová, 7–6(8–6), 6–4

### Mužská čtyřhra
- Tim Pütz /  Michael Venus vs.  Kevin Krawietz /  Horia Tecău 6–3, 6–7(3–7), [10–8]

### Ženská čtyřhra
- Jasmine Paoliniová /  Jil Teichmannová vs.  Astra Sharmaová /  Rosalie van der Hoeková 6–0, 6–4